# Piaggio P.2
Die Piaggio P.2 war der Prototyp eines Jagdflugzeugs des italienischen Herstellers Piaggio.

## Geschichte und Konstruktion
Im Jahre 1923 begannen die Pegna-Bonmartini-Werkstätten den Bau des Prototyps eines aerodynamisch durchgebildeten Flugzeugs, das zur damaligen Zeit eine sehr fortschrittlichen Konstruktion darstellte. Die P.2 war ein einsitziger freitragender Tiefdecker, dessen Rumpf in Schalenbauweise aus Holz gefertigt und mit Sperrholz beplankt, sowie mit Stoff bespannt wurde. Die Maschine war mit zwei synchronisierten Maschinengewehren bewaffnet, welche durch den Propellerkreis feuerten. Eigentlich wurde das Flugzeug um den 224 kW leistenden wassergekühlten V8-Motor Hispano-Suiza HS 42 herum gebaut. Noch im Jahr 1923 kaufte Piaggio das Unternehmen; der Prototyp wurde im selben Jahr fertiggestellt. Zwei Prototypen wurden gebaut, die sich dem Wettbewerb um ein neues Jagdflugzeug der Regia Aeronautica stellen mussten. Die P.2 war wohl ihrer Zeit voraus, da das italienische Luftfahrtministerium einem Eindecker misstraute; außerdem entsprachen die erzielten Leistungen nicht den von Giovanni Pegna vorausgesagten, weshalb es zu keiner Serienfertigung kam. Die italienische Luftwaffe erwarb allerdings einen der Prototypen für ausführliche Tests.

## Militärische Nutzung
- Italien
  - Regia Aeronautica

## Technische Daten
| Kenngröße             | Daten                                                |
| --------------------- | ---------------------------------------------------- |
| Besatzung             | 1                                                    |
| Länge                 | 7 m                                                  |
| Spannweite            | 10,58 m                                              |
| Höhe                  | 2,20 m                                               |
| Flügelfläche          | 20,08 m²                                             |
| Flügelstreckung       | 5,6                                                  |
| Leermasse             | 867 kg                                               |
| max. Startmasse       | 1182 kg                                              |
| Reisegeschwindigkeit  | 186 km/h                                             |
| Höchstgeschwindigkeit | 233 km/h                                             |
| Dienstgipfelhöhe      | ? m                                                  |
| Reichweite            | 2,40 h                                               |
| Triebwerke            | 1 × V8-Motor Hispano-Suiza HS 42 mit 224 kW (305 PS) |
| Bewaffnung            | 2 × Maschinengewehre                                 |